# St Martin's Theatre
Il St Martin's Theatre è un teatro situato nella Città di Westminster, nel West End londinese.

## Storia
Il teatro fu progettato dall'architetto W. G. R. Sprague come metà di una coppia di teatri composta dal St Martin's e dall'Ambassadors Theatre. L'Ambassadors fu completato nel 1913, mentre la costruzione del St Martin's fu ritardata dallo scoppio della prima guerra mondiale. Il teatro fu aperto al pubblico il 23 novembre 1916. Nel 1973 il teatro fu registrato come monumento classificato di secondo grado dall'English Heritage.
Dal marzo 1974 la pièce di Agatha Christie Trappola per topi è rimasta in cartellone ininterrottamente per oltre ventiseimila rappresentazioni, diventando così la più longeva messa in scena di un'opera teatrale al mondo.